# Ansiktsburk
Ansiktsburk är en flashfilm som blev känd år 2000 när en musikvideo till en av Azar Habibs låtar skapades med svenska texter och spreds över Internet. Textningen var inte en översättning av sångtexten utan bestod av svenska ord som enligt animatörerna fonetiskt påminde om det som sjöngs på arabiska.
Sången heter egentligen Am tekbar el farha (عم تكبر الفرحة) vilket betyder ungefär "glädjen växer" och handlar om en kvinna som just blivit vuxen.
Den svenska texten skapades av Johan Gröndahl med hjälp av Patrick Nyberg, vars far införskaffat kassettbandet under sin FN-tjänstgöring i Beirut i slutet av 1970-talet. Även låten "Hatten är din" med samma utgångspunkt härstammar från samma inspelningar. Ansiktsburk blev riksbekant sedan en video skapad av Daniel Blå, anställd på web-byrån Kramgo, spreds på nätet. Företaget Kramgo fick mycket publicitet tack vare Ansiktsburk. Videon brukar nämnas som ett exempel på viral marketing, även om avsikten enligt upphovsmännen bara var att slå ihjäl ett par sysslolösa timmar på jobbet.
Com Hem gjorde 2009 en reklamfilm baserad på videoklipp från internet, Ansiktsburk var ett av dem.